# Valdelosa
Valdelosa es un municipio y localidad española de la provincia de Salamanca, en la comunidad autónoma de Castilla y León. Se integra dentro de la comarca de la Tierra de Ledesma. Pertenece al partido judicial de Salamanca y a la Mancomunidad Comarca de Ledesma.
Su término municipal está formado por los núcleos de población de La Izcalina, Valdelosa y Valencia de la Encomienda, ocupa una superficie total de 63,43 km² y según los datos demográficos recogidos por el INE en el año 2017, cuenta con una población de 433 habitantes.

## Historia
La reconquista de Valdelosa fue realizada por los reyes de León una vez que fueron reconquistados Ledesma, Juzbado, Guadramiro o Salamanca por Ramiro II de León en el siglo X. En el siglo XII, la localidad aparece citada como Val de la Ossa en el fuero otorgado a Ledesma por el rey Fernando II de León en el año 1161. Posteriormente, la monarquía leonesa cedió Valdelosa a la Orden de San Juan, formando parte de la encomienda de Zamayón, de ahí el nombre "de la Encomienda" de la dehesa de Valencia de la Encomienda. Con la creación de las actuales provincias en 1833, Valdelosa quedó encuadrado en la provincia de Salamanca, dentro de la Región Leonesa.

## Geografía humana

### Demografía
Cuenta con una población de 404 habitantes (INE 2024).
| Gráfica de evolución demográfica de Valdelosa entre 1842 y 2021                                                       |
| |
| Población de derecho según los censos de población del INE. Población de hecho según los censos de población del INE. |

### Núcleos de población
El municipio se divide en varios núcleos de población, que poseían la siguiente población en 2015 según el INE.
| Núcleo de población       | Población |
| ------------------------- | --------- |
| Valdelosa                 | 433       |
| Valencia de la Encomienda | 21        |
| La Izcalina               | 0         |

### Transportes
Hasta la capital municipal discurre la carretera CV-115 que permite enlazar con la carretera N-630 y la autovía Ruta de la Plata, ambas unen Gijón con Sevilla pasando por el vecino municipio de Topas, a pocos kilómetros de distancia y facilitan las comunicaciones tanto con Salamanca capital, como con el resto de la comarca.

## Símbolos

### Escudo
El escudo heráldico que representa al municipio fue aprobado el 21 de mayo de 1993 con el siguiente blasón:

«Escudo partido. Primero, de plata con una losa de sínople y calzado de sinople. Segundo, en campo de gules Cruz Sanjuanista o de Malta esmaltada en plata. Al timbre, corona real cerrada»
Boletín Oficial de Castilla y León nº 6 de 11 de enero de 1994

### Bandera
La bandera municipal fue aprobada el 24 de junio de 1994 con la siguiente descripción textual:

«Tronchada de plata y sinople cargada del Escudo Heráldico propio, timbrado de la Corona Real de la Monarquía Española reinante»
Boletín Oficial de Castilla y León nº 138 de 18 de julio de 1994

## Administración y política

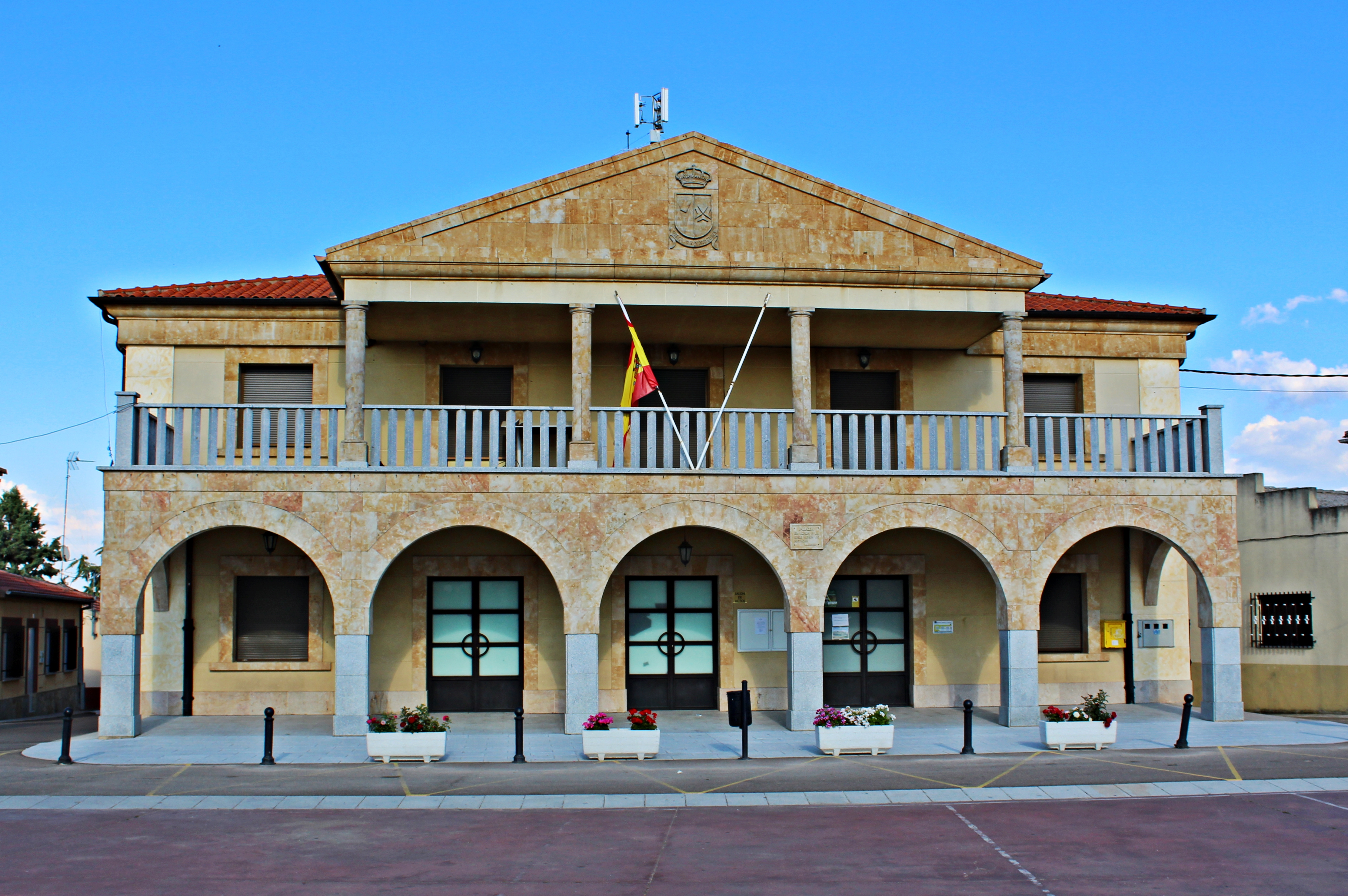
Casa consistorial

| Partido político                              | 2023  | 2023  | 2023       | 2019  | 2019  | 2019       | 2015  | 2015  | 2015       | 2011  | 2011  | 2011       | 2007  | 2007  | 2007       | 2003  | 2003  | 2003       |
| Partido político                              | %     | Votos | Concejales | %     | Votos | Concejales | %     | Votos | Concejales | %     | Votos | Concejales | %     | Votos | Concejales | %     | Votos | Concejales |
| Unión del Pueblo Leonés (UPL)                 | 56,67 | 191   | 4          | —     | —     | —          | —     | —     | —          | —     | —     | —          | —     | —     | —          | —     | —     | —          |
| Partido Popular (PP)                          | 42,72 | 144   | 3          | 71,29 | 216   | 5          | 51,81 | 186   | 4          | 63,02 | 242   | 5          | 64,07 | 255   | 5          | 77,86 | 313   | 6          |
| Partido Socialista Obrero Español (PSOE)      | 0,59  | 2     | 0          | 28,05 | 85    | 2          | 29,25 | 105   | 2          | 36,20 | 139   | 2          | 16,58 | 66    | 1          | 3,98  | 16    | 0          |
| Agrupación Independiente de Valdelosa (AIV)   | —     | —     | —          | —     | —     | —          | —     | —     | —          | 18,11 | 65    | 1          | —     | —     | —          | —     | —     | —          |
| Unidad Regionalista de Castilla y León (URCL) | —     | —     | —          | —     | —     | —          | —     | —     | —          | —     | —     | —          | —     | —     | —          | 18,16 | 73    | 1          |
| Izquierda Unida (IU)                          | —     | —     | —          | —     | —     | —          | —     | —     | —          | —     | —     | —          | 17,59 | 70    | 1          | —     | —     | —          |

## Cultura

### Patrimonio

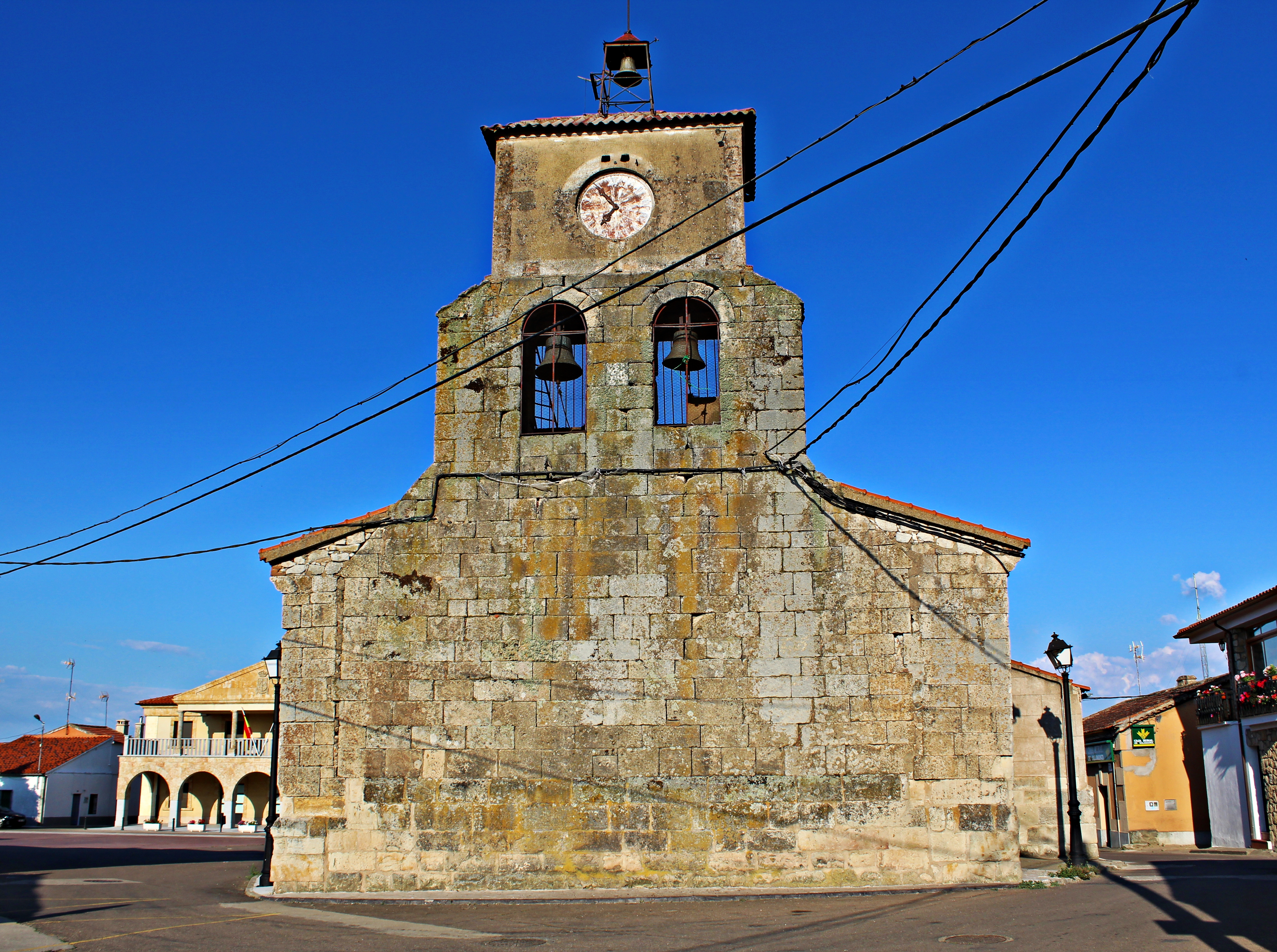
Portada de la iglesia

- Alcornocal de Valdelosa.
- Iglesia de San Sebastián.
- Casa consistorial.
- Fuente.
- Frontón.

### Fiestas
- San Sebastián (20 de enero).
- San Roque (Del 15 al 18 de agosto).